# Unione Sportiva Tempio 1998-1999
Questa voce raccoglie le informazioni riguardanti l'Unione Sportiva Tempio nelle competizioni ufficiali della stagione 1998-1999.

## Rosa
| N. |                   | Ruolo | Calciatore          |
| -- | ----------------- | ----- | ------------------- |
|    | Italia (bandiera) | D     | Guido Belardinelli  |
|    | Italia (bandiera) | C     | Alen Carli          |
|    | Italia (bandiera) | C     | Massimo Carlone     |
|    | Italia (bandiera) | A     | Roberto Castorina   |
|    | Italia (bandiera) | C     | Mauro Conte         |
|    | Italia (bandiera) | A     | Claudio Doria       |
|    | Italia (bandiera) | C     | Denis Drioli        |
|    | Italia (bandiera) | C     | Matteo Fattori      |
|    | Italia (bandiera) | C     | Andrea Ferrari      |
|    | Italia (bandiera) | C     | Gianluca Hervatin   |
|    | Italia (bandiera) | D     | Simone Madocci      |
|    | Italia (bandiera) | D     | Emanuele Murrighili |

| N. |                   | Ruolo | Calciatore                |
| -- | ----------------- | ----- | ------------------------- |
|    | Italia (bandiera) | A     | Roberto Musu              |
|    | Italia (bandiera) | D     | Carlo Nativi              |
|    | Italia (bandiera) | D     | Stefano Perini            |
|    | Italia (bandiera) |       | Piga                      |
|    | Italia (bandiera) | C     | Giuseppe Antonio Pittalis |
|    | Italia (bandiera) | P     | Francesco Rossi           |
|    | Italia (bandiera) | C     | Ferdinando Signorelli     |
|    | Italia (bandiera) | D     | Gianluca Soggia           |
|    | Italia (bandiera) | C     | Davide Soro               |
|    | Italia (bandiera) | A     | Fabio Sposito             |
|    | Italia (bandiera) | D     | Simone Tamburro           |